# 宇井貴志
宇井 貴志（うい たかし、1963年 - ）は、日本のミクロ経済学者。一橋大学特任教授。神奈川大学教授。専門はミクロ経済学、ゲーム理論。その中でも、ナイト的不確実性と非対称情報下の金融市場、非期待効用に基づくゲーム理論、ゲーム理論におけるポテンシャル関数に関心をもって研究をしている。
東京財団仮想制度研究所のフェローとしても活動していた。

## 経歴
- 1982年　宮城県仙台第一高等学校卒業
- 1986年　東京大学工学部卒業
- 1988年　東京大学大学院工学研究科修士課程修了、同年日本銀行入行（1999年3月 退行）
- 1997年　スタンフォード大学大学院経済学部博士課程修了（Ph.D.取得）
- 1999年　筑波大学社会科学系講師
- 2002年　横浜国立大学経済学部助教授
- 2005年　横浜国立大学経済学部教授
- 2012年　一橋大学大学院経済学研究科教授

## 主要論文
- A Shapley Value Representation of Potential Games, Games and Economic Behavior（英語版） 31 (2000), 121-135
- Robust Equilibria of Potential Games, Econometrica 69 (2001), 1373-1380
- Incomplete Information Games with Multiple Priors (with Atsushi Kajii), Japanese Economic Review（英語版） 56 (2005), 332-351
- The Ambiguity Premium vs. the Risk Premium under Limited Market Participation, Review of Finance 15 (2011), 245-275